# Fuszek Kamill
Fuszek Kamill, Scherz (Nagyvárad, 1921. február 6. – Nagyvárad, 1983.) labdarúgó, csatár, edző.

## Sikerei, díjai

### Játékosaként
- Magyar bajnokság
  - bajnok: 1942-43

### Edzőként
- Román kupa
  - győztes: 1956